# Magic Wood

Magic Wood est un site d'escalade de bloc situé dans la commune de Ferrera dans le canton des Grisons en Suisse. 
Facile d'accès, il se situe à 1 250 m d'altitude dans le domaine « Paré da Miezgi » du Val de Ferrera, à moins de 1 km au nord-ouest de la petite localité de Ausserferrera et au bord de la rivière Ragn da Ferrera. Le site propose environ 500 voies reparties sur 300 blocs dont la cotation varie de 4 à 8C, cependant la cotation moyenne est plutôt élevée et se situe environ à 7A, ce qui constitue déjà un défi pour la majorité des grimpeurs amateurs. La difficulté des voies, la qualité de la roche, composée essentiellement de gneiss, et la facilité d'accès en font rapidement un lieu majeur de l'escalade de haut niveau.

## Histoire
Magic Wood est découvert en 1999 par Bernd Zangerl, Thomas Steinbrugger, Jack Müller et quelques autres grimpeurs locaux. En 2003, la commune de Ferrera ouvre une zone de camping afin d’accueillir les grimpeurs.

## Voies réputées
- Mystic Stylez 8C, ouvert par Daniel Woods en 2011[2], il s'agit du départ assis de Muttertag
- Ill Trill 8C, ouvert par Paul Robinson en 2010[3]
- In Search of Time Lost 8C, ouvert par Daniel Woods en 2010
- Practice of the Wild 8C, ouvert par Chris Sharma en 2004
- New Base Line 8B+, ouvert par Bernd Zangerl en 2002
- The Never Ending Story 8B+, ouvert par Chris Sharma en 2003
- Anam Cara 8B+, ouvert par Bernd Zangerl en 2007
- Muttertag 8A, ouvert par Bernd Zangerl en 2002